# 兴仁镇 (南通市)
兴仁镇是中华人民共和国江苏省南通市通州区下辖的一个镇。
2015年3月24日，江苏省人民政府批复同意撤销兴仁镇、四安镇。将原兴仁镇行政区域与原四安镇徐家桥、戚家桥、阚庵东、温桥、韩家坝、阚家庵6个村委会和酒店居委会区域合并，设立新的兴仁镇，镇人民政府驻兴仁居委会金通公路3168号。将原四安镇九总渡、龙坝2个村委会划归西亭镇管辖。

## 行政区划
兴仁镇下辖以下村级行政区划单位：
酒店社区、徐家桥村、戚家桥村、阚庵东村、阚家庵村、温桥村、韩家坝村、兴仁社区、横港社区、兴仁村、芦花港村、葛长路村、三庙村、孙家桥村、徐庄村、李家楼村、太阳殿村、长林桥村和丁涧店村。